# 茲維茲達利河

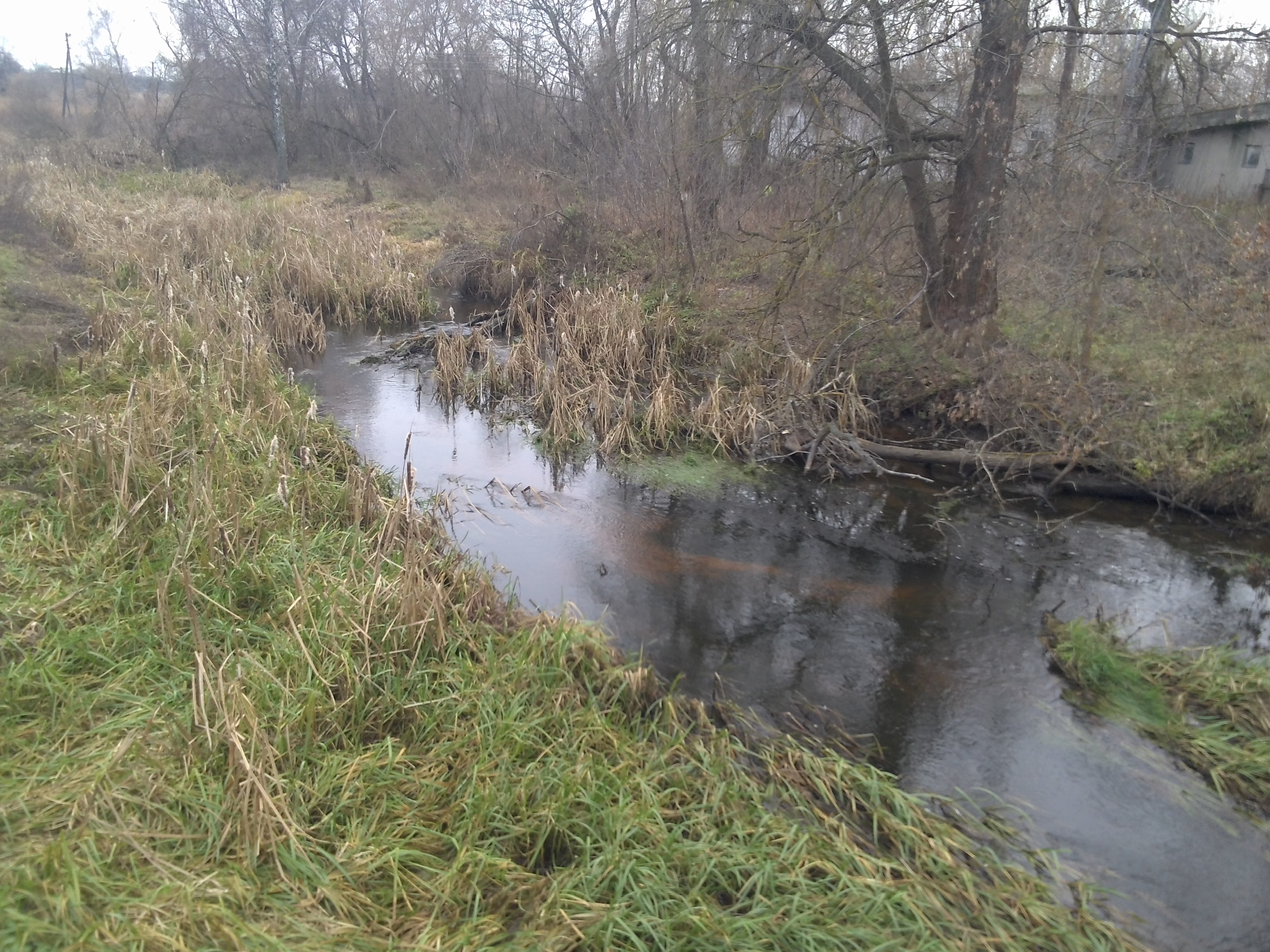

茲維茲達利河（烏克蘭語：Звіздаль），是烏克蘭的河流，位於該國北部，屬於烏日河的右支流，發源自涅達什基，流經日托米爾州，河道全長32公里，流域面積440平方公里。